# Storia di Maratea

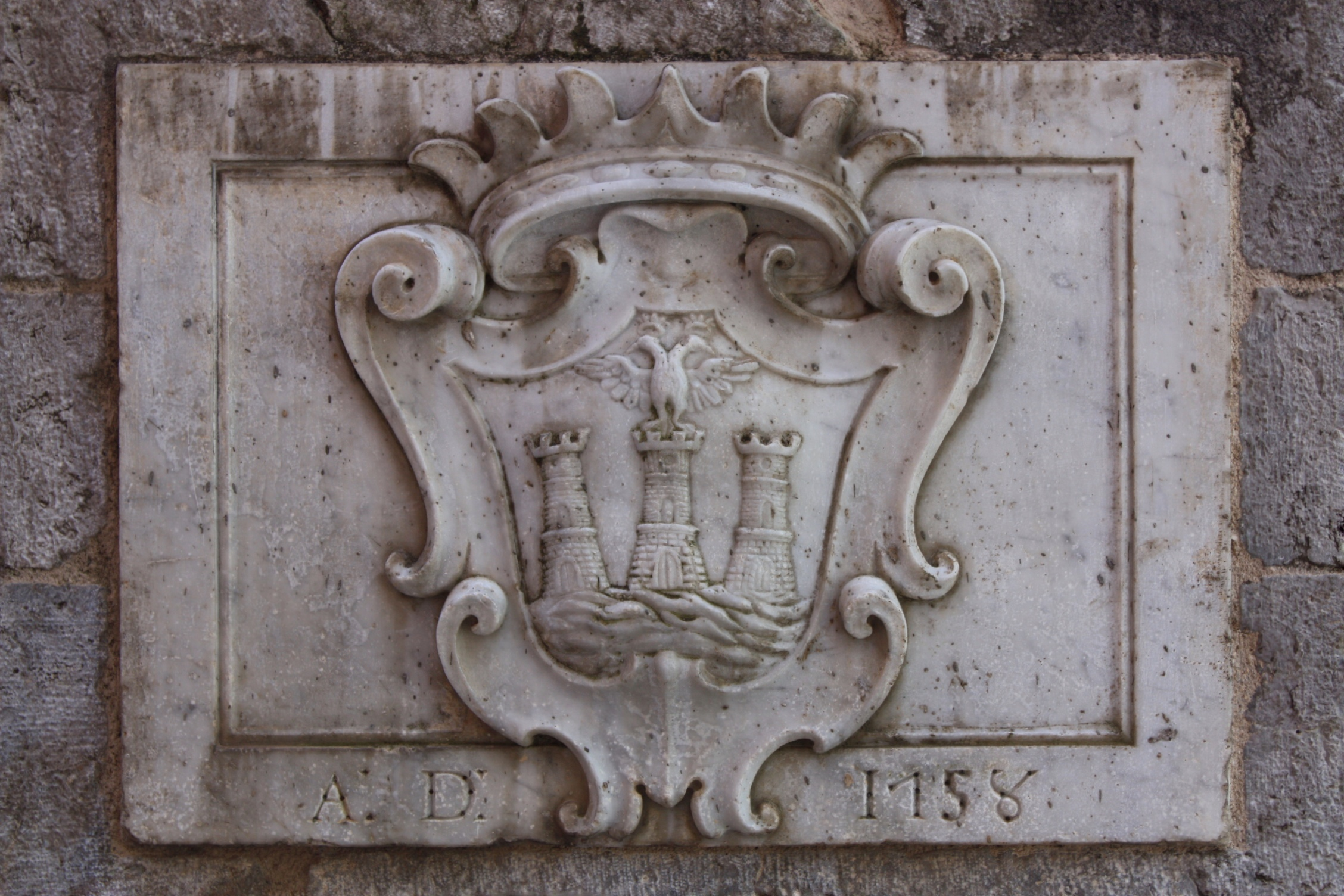
Stemma di Maratea su una lapide del 1758.

Le vicende che compongono la storia di Maratea coprono un arco temporale molto vasto.
Il territorio del comune in provincia di Potenza è abitato almeno dal Paleolitico. Nel Medioevo si è formata l'antica città fortificata, posta sulla cima del monte San Biagio, che per prima prese il nome Marathia. Successivamente si è formato un nuovo nucleo, l'attuale centro storico del comune, posto su un versante dello stesso monte. Questo, insieme all'antico centro e ai nuovi nuclei sorti sul territorio, è stato il fulcro della vita della comunità nel corso dei secoli.
Nell'età moderna la cittadina ha costruito la sua economia sul commercio marittimo delle derratte e beni dalla Basilicata verso Napoli e viceversa. In epoca contemporanea è divenuta rinomata e ambita località turistica.

## Antichità

### Preistoria

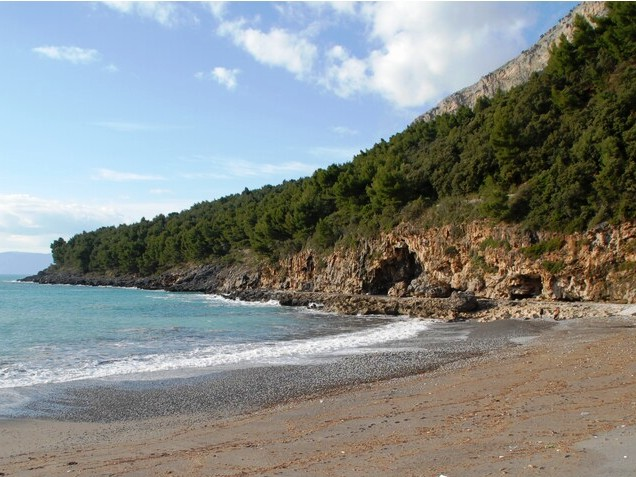
Le grotte di Fiumicello.

Le prime frequentazioni umane attestate sul territorio di Maratea risalgono al Paleolitico Medio, epoca a cui sono stati datati gli insediamenti delle grotte costiere presso la spiaggia della località Fiumicello, dove sono stati rinvenuti strumenti di industria litica e resti di fauna pleistocenica. Altri insediamenti sono attestati in alcune grotte sul litorale costiero compreso tra la frazione Acquafredda e Sapri, e anche in grotte costiere presso Marina di Maratea.
Nell'epoca eneolitica il promontorio detto Capo la Timpa, posto a ridosso dell'odierno porto turistico, diventa uno scalo di scambio, coinvolto in traffici con le isole Eolie (che distano da Maratea solo 137 km), come attestato dal ritrovamento di ossidiana nella zona delle frazioni Massa e Brefaro.

### Età classica
A partire dal XV-XIV secolo a.C., il promontorio detto Capo la Timpa ospita un insediamento indigeno entro capanne, costruite con un pavimento a battuto steso con ciottoli decorativi e focolare centrale. Questo villaggio, la cui conformazione rientra nei parametri della cosiddetta «cultura appenninica», sopravvive grazie alle relazioni commerciali instauratesi in seguito alle prime navigazione micenee in Italia. Il resto del territorio ospita piccoli insediamenti sparsi.
All'avvento della colonizzazione greca, la vita del villaggio su Capo la Timpa si interrompe; per riprendere nel VI secolo a.C. in seguito alla cosiddetta «colonizzazione indigena della costa» operata da popoli di cultura enotria. La vocazione commerciale del villaggio spinge i traffici dalle colonie magno-greche alla Siritide, fino alla Grecia stessa.
Si suppone che il villaggio fosse fortificato, ma gli scavi archeologici non hanno confermato inequivocabilmente il dato, così come non hanno ancora svelato l'ubicazione della necropoli corrispondente al sito.
Nei pressi dell'attuale frazione Massa è stato rinvenuto un insediamento rurale di età lucana.

### Età romana
Per lungo tempo la storiografia ha insistito nel cercare un legame tra Maratea e l'antica città di Blanda Julia. Numerosi scrittori hanno ipotizzato che quest'ultima sia esistita nel territorio marateota. Nel 1891, poi, lo studioso Michele Lacava identificherà incontrovertibilmente Blanda nel territorio della vicina Tortora, in provincia di Cosenza.
Da ricerche archeologiche è noto che dopo la conquista romana della Lucania, avvenuta tra il III e il II secolo a.C., il promontorio Capo la Timpa viene abbandonato per sempre.

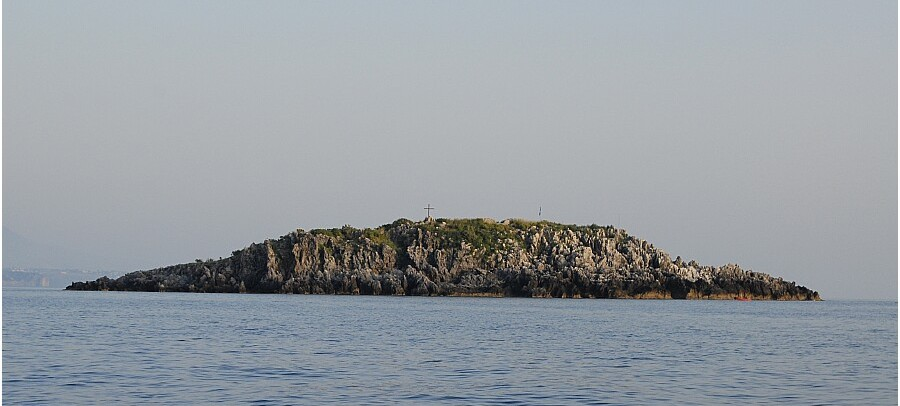
L'isola di Santo Janni.

È ancora da chiarire il conseguente contesto topografico e modello di insediamento successivo, ma la ricerca storica e archeologica lascia presumere l'esistenza di un vicus nella zona di Fiumicello-Santavenere. Qui, nel 1834, Andrea Lombardi osservò alcuni ruderi di età romana tra cui quelli di un tempio dedicato a Venere che la tradizione popolare vuole all'origine del toponimo. Allo stesso tempo, esisteva forse un'area politico-religiosa sul monte San Biagio, anticamente detto monte Minerva perché sito designato dalla tradizione di un tempio dedicato alla dea della sapienza, dove sono stati ritrovati reperti di epoca romana.
Il territorio ospita poi altri piccoli nuclei, a cui si affiancano le grandi villae marittimae patrizie della classe agiata romana.
È infatti stata ritrovata una villa romana, con annessa pescheria, nella località Secca di Castrocucco, la cui cronologia si estende dal I secolo a.C. al IV secolo d.C.; a cui si accompagna una distante necropoli usata fino all'inizio del Medioevo.
Anche in questo periodo continuano i commerci, avendo come scalo l'Isola di Santo Janni, su cui sono state ritrovate strutture per la produzione di garum e nei cui fondali ospita il più grande giacimento di ancore del Mediterraneo, ripescate ed esposte nella mostra perenne di Palazzo De Lieto. Queste testimoniano traffici che si spingono fino alla Spagna e all'Africa.

## Medioevo

### Alto medioevo

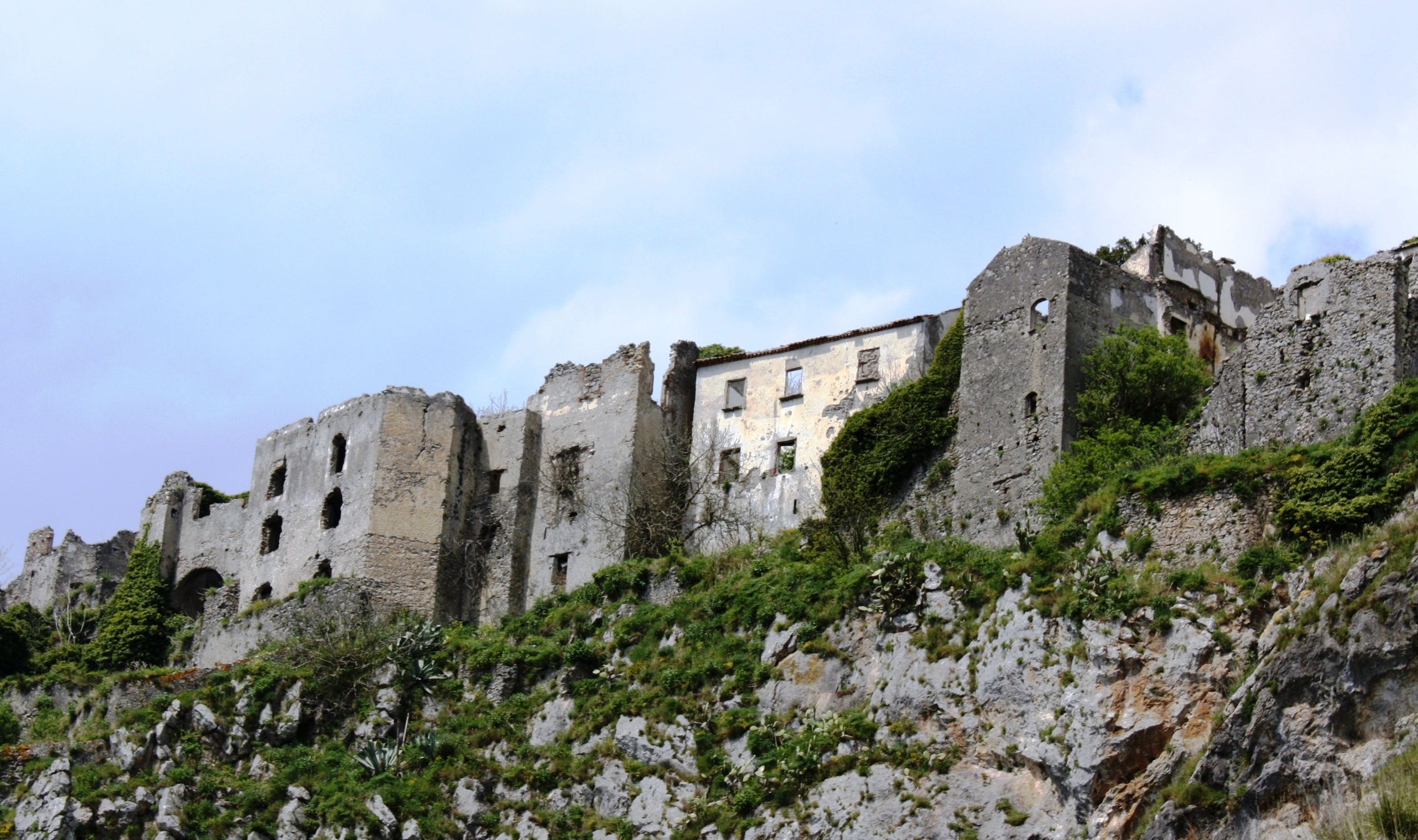
I resti dell'antica Maratea Castello.

Le invasioni barbariche successive alla caduta dell'Impero romano d'Occidente e le prime incursioni saracene spingono la popolazione presente sul territorio a rifugiarsi sulla cima del monte San Biagio, dove nasce l'antica Marathìa (nome che fa la prima apparizione in documento del 1079).
Questa cittadella, inespugnabile e al sicuro da ogni attacco, riceve le reliquie di San Biagio di Sebaste nell'anno 732, trasportate secondo la tradizione su una nave da parte di uomini armeni.
Intorno all'850 la zona di Maratea entra a far parte del Gastaldato di Laino del Principato di Salerno. È probabile che nel X e XI secolo il territorio marateota sia stato coinvolto negli scontri tra Longobardi e Bizantini per il controllo del golfo di Policastro, per poi passare, forse nel 1077, nei domini Normanni.
In età altomedievale Maratea ospita numerosi eremiti e asceti che conducono vita contemplativa nelle grotte e sui monti del territorio. Tra questi, è probabile la presenza di esponenti del monachesimo italo-greco.
Nel 1098 la cittadina viene smembrata dalla diocesi di Policastro e assegnata a quella di Cassano.

### Dal regno normanno-svevo agli Angioini
Nel 1131 Ruggero II d'Altavilla viene incoronato per la prima volta re di Sicilia. Il suo regno comprendeva anche le attuali regioni del Mezzogiorno d'Italia, compresa la Basilicata con Maratea.
Durante il regno di Federico II di Svevia, la suddivisione in Giustizierati toglie Maratea alla Basilicata e la pone, forse per errore, in Calabria. La collocazione territoriale risulta poi corretta nei documenti redatti dalla successiva dominazione angioina, subentrata a quella sveva nel 1266.
Nel 1278 la cittadina fortificata di Maratea conta circa 1.000 abitanti ed è annoverata tra le principali fortezze della Basilicata nei documenti del provisor castrorum Guiard d'Argeneuil.
Nel 1284 Maratea viene coinvolta nella guerra dei Vespri. Rimasta presto l'unica roccaforte angioina della Basilicata, il 26 ottobre dello stesso anno vi viene mandato un capitano in seguito alla conquista di Scalea, da cui partono numerosi attacchi degli aragonesi. Ma Maratea resiste senza mai cedere la piazza ai nemici fino alla fine del conflitto.
Nel 1324 la parrocchia del santuario di San Biagio è l'arcipretura del territorio.
Ma al termine del medioevo quello sulla cima del monte San Biagio non è più l'unico centro del territorio. Durante i secoli se n'è sviluppato un altro, popolato dai contadini della cittadella fortificata che scendevano verso la valle coltivata: questi,
(Iannini, pag. 108.)
Il nuovo nucleo è posto su un fianco dello stesso che lo rende invisibile dal mare e al sicuro dagli attacchi Saraceni. Questa nuova Maratea viene soprannominata con il nome di Borgo, per distinguerla dall'antica che, poiché fortificata, sarà detta Castello.

### Quattrocento
All'inizio del XV secolo Maratea, che secondo la tradizione non fu mai sottoposta al potere di un feudatario, fa parte delle terre alle dipendenze dirette della corona. Alla città vengono anche riconosciuti numerosi privilegi, il più antico documento noto in tal senso è un diploma datato 20 luglio 1404 in cui il re Ladislao I assegna dei non meglio specificati privilegi che saranno confermati da Giovanna II d'Angiò il 2 settembre 1414.
Nel frattempo il Borgo, cresciuto con la popolazione scesa dal Castello, nel 1434 viene elevato a parrocchia a sé stante da quella di San Biagio.
Nel 1440 il Castello viene messo sotto assedio da parte del conte Sanseverino di Lauria, alleato degli Aragonesi che ambivano al trono di Napoli. Ma la fortezza resiste all'attacco, e oltre alla vittoria ottiene il risarcimento dei danni provocati da parte del conte.
Anche dopo l'avvento del dominio spagnolo nel Regno di Napoli, i privilegi di Maratea sono confermati dal re Alfonso V d'Aragona con un documento datato 20 settembre 1444.
Tra il 15 e il 17 gennaio 1489 il paese riceve la visita del duca di Calabria e futuro sovrano Alfonso II di Napoli.
Nel 1495 alcuni soldati al servizio di Carlo VIII di Francia tentano di saccheggiare Maratea, mettendo di nuovo sotto assedio il Castello. Anche stavolta la popolazione ha la meglio, grazie, secondo tradizione, all'aiuto miracoloso di San Biagio che si dice abbia svegliato a schiaffi le sentinelle addormentate.
Il 22 novembre 1496 i marateoti ottengono dal re Federico I di Napoli il privilegio di dogana, cioè l'esenzione da dogane e dazi in ogni parte del regno ai marinai di Maratea per i loro commerci.

## Età Moderna

### La dominazione spagnola

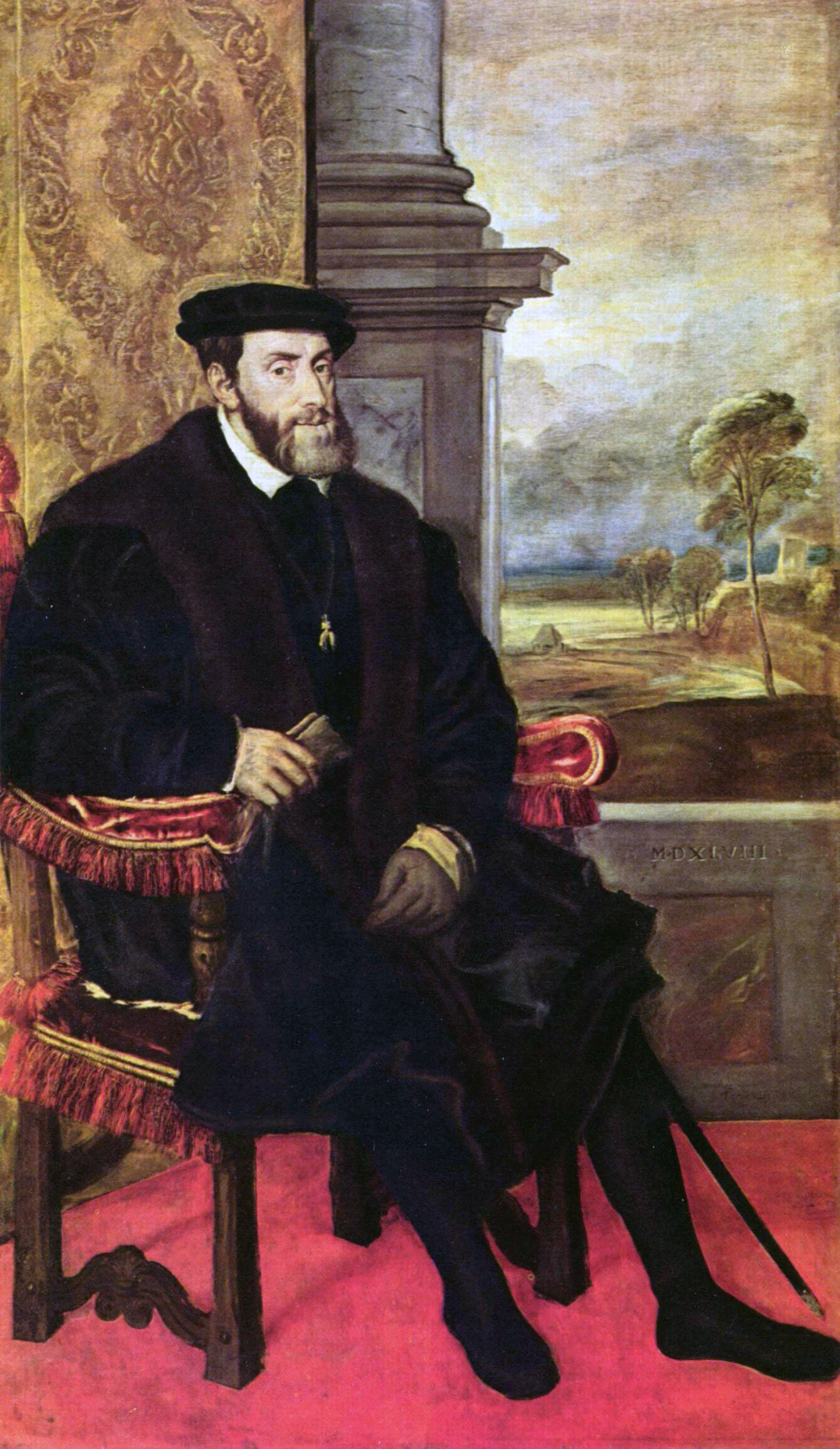
Carlo V concesse a Maratea il titolo di Città Regia nel 1531.

Conquistato il Regno di Napoli, nel 1506 il re Ferdinando III dichiara Maratea «feudo della regia corona». Ma le disastrate finanze napoletane impongono successivamente la vendita delle terre demaniali ai feudatari.
Nel 1521 il governo vicerale mette per la prima volta in vendita Maratea, ma, su suggerimento di Mercurino di Gattinara, la corte accetta di lasciare il paese in demanio. Poi, nel 1530 Maratea viene venduta al conte di Policastro Ettore Pirro Carafa, che però versa alla corona solo 3.000 dei 10.000 ducati accordati. I marateoti ne approfittano quindi per ricomprare la città e i suoi privilegi dal conte per 6.000 ducati.
L'imperatore Carlo V d'Asburgo, dopo aver approvato questa risoluzione il 9 marzo 1531, concede a Maratea il titolo di «città regia», e per questo ringraziato dai marateoti con l'aggiunta dell'aquila bicipite, stemma familiare dell'imperatore, allo stemma comunale.
Nel frattempo, la crescita esponenziale di Maratea Borgo rispetto a Maratea Castello porta alla formazione di un complesso sistema amministrativo sul territorio: nella prima metà del secolo, attraverso la Statua Universitatis, si sancisce la divisione di poteri tra le due popolazioni di Maratea: agli abitanti del Borgo, ossia la Maratea inferiore, spettano i 5/6 delle risorse fiscali, mentre a quelli del Castello, ossia Maratea superiore, prendono il restante 1/6.
Nel 1562 il culto del santo patrono Biagio è cresciuto al punto da attirare l'attenzione di papa Pio IV, che concede l'indulgenza plenaria a coloro che si recavano in pellegrinaggio a Maratea. Per via di questa disposizione, l'antica celebrazione di maggio diviene popolarmente nota con il nome di festa plenaria.
Per difendere la costiera del Regno di Napoli dai Saraceni, il viceré Pedro da Toledo ordina la costruzione di oltre trecento torri anti-corsare, di cui sei, costruite tra il 1566 e il 1595, sono dislocate sul litorale di Maratea.
A cavallo tra XVI e XVII secolo vengono costruiti tre conventi. Il primo, del 1575, è destinato ai Minori Osservanti, il secondo, del 1613, ai Paolotti, e il terzo, del 1615, ai Cappuccini. Quest'ultimo viene realizzato grazie a un lascito del filantropo Giovanni Antonio De Pino, che nel suo testamento dispone anche la costruzione di un conservatorio di monache, il quale, però, sarà ultimato solo verso il 1730.
Giovedì 21 maggio 1676 il Borgo viene attaccato da una banda di centosessanta banditi, che mettono in assedio le abitazioni delle famiglie più ricche di Maratea.
Dopo tre ore di battaglia urbana, in cui i banditi provocano la morte del cittadino Diego Mari, ucciso a pugnalate, i malviventi vengono messi in fuga dai colpi di cannone che vengono lanciati dal Castello:
(Iannini, pag. 219.)
Durante la rovinosa fuga, i quattro banditi sopravvissuti ai colpi del Castello rapiscono tre cittadini, che però vengono liberati incolumi dopo pochi giorni.
Nel 1688 i nobili di Maratea si costituiscono in congrega. Nel secolo successivo saranno decine le confraternite laiche che operano nel paese.
Nel 1695 nasce la moderna festa della traslazione delle reliquie di San Biagio.

### La dominazione austriaca
A seguito della guerra di successione spagnola, il Regno di Napoli finisce nei possedimenti austriaci.
Nel 1728 il dottor Paolo D'Alitti pubblica un libro su Maratea e sul culto del suo santo patrono, dando avvio agli studi storiografici della cittadina.
Nel 1734 Giovanni Di Lieto lascia le sue sostanze in eredità alla comunità di Maratea con il vincolo di usarle per aprire il primo ospedale civile.

### Regno di Carlo III e Ferdinando IV di Borbone

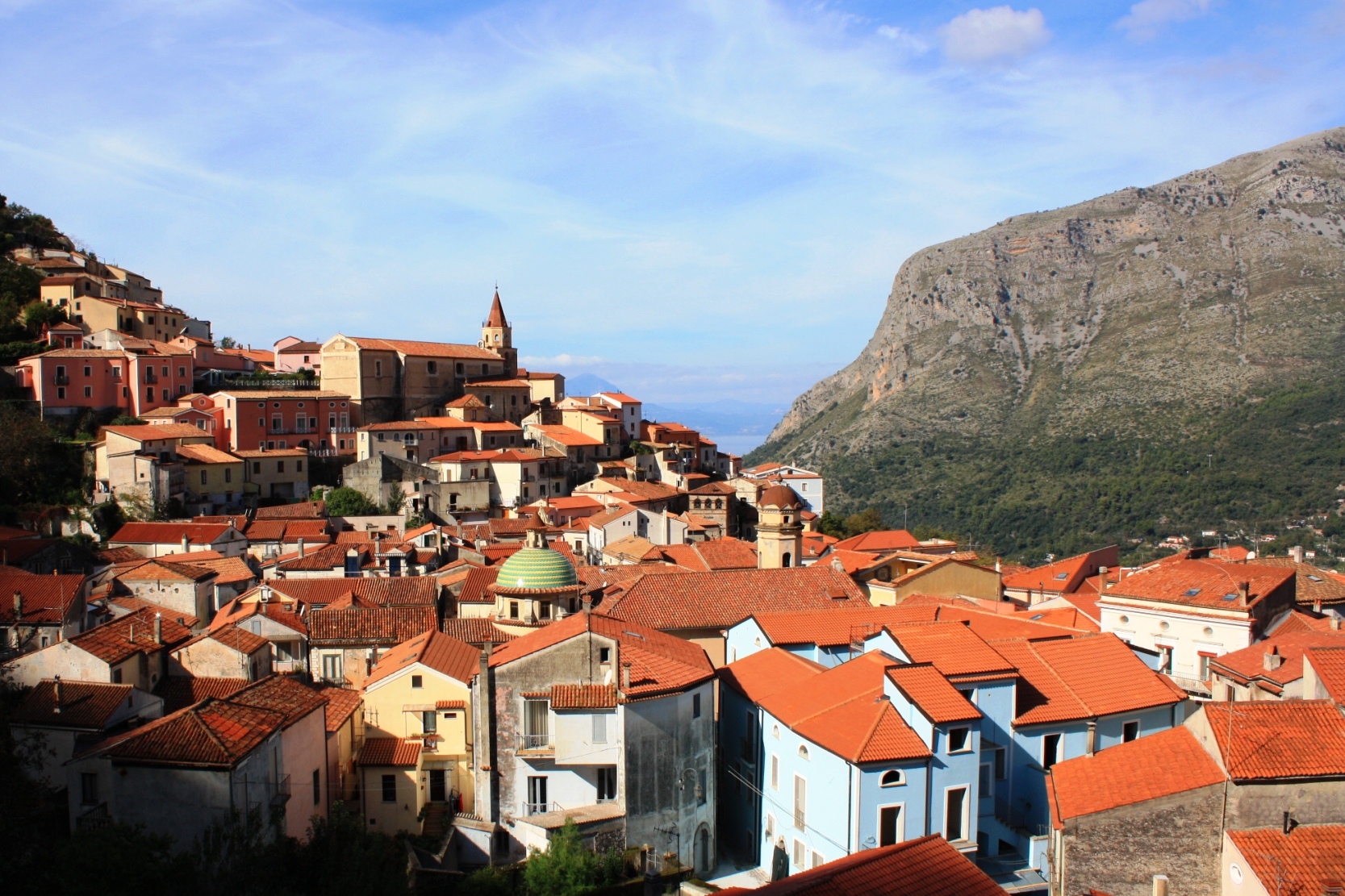
Il Borgo, centro storico di Maratea.

Dopo la guerra di successione polacca, il Regno di Napoli riacquista piena indipendenza e trova in Carlo di Borbone il suo nuovo sovrano.
Nel 1735 il re si reca in visita nelle province del Regno. Rimasto impressionato dalla miseria che affligge la Basilicata, ordina a Rodrigo Maria Gaudioso, razionale del tribunale di Matera, un'inchiesta sulle condizioni della provincia. Da questa emerge che Maratea, sede del terzo ripartimento provinciale, è uno dei pochissimi paesi lucani con una relativa prosperità e a non avere analfabeti tra i suoi amministratori.
Il XVIII secolo sarà un'epoca fortunata per il paese. Sebbene la sede del terzo ripartimento venga spostata nel 1736 nella vicina Lauria, la continua crescita economica di Maratea la porta a diventare uno dei paesi più agiati del Regno di Napoli. Dopo la fioritura di nuovi piccoli villaggi sul territorio, come Massa, Acquafredda, Cersuta e Porto, resa possibile anche dal trattato della Porta Ottomana del 1740, la cittadina commercia ed esporta vari generi in ogni parte del regno.
Il viaggiatore Lorenzo Giustiniani, sul finire del secolo, descrive le attività produttive di Maratea nel suo Dizionario Geografico Ragionato del Regno di Napoli, edito nel 1802:
(Giustiniani, vol. V, pag. 358.)
Riguardo alle produzioni e ai commerci, Giustiniani specifica:
(Giustiniani, vol. V, pagg. 357-358.)
Ma la ricchezza di Maratea sta principalmente nel suo porto, o meglio dagli approdi sparsi sulla costa, che diviene il naturale sbocco dei traffici della cittadina e delle zone circostanti. Il viaggiatore Giuseppe Alfano scrive infatti di Maratea:
(Alfano, pag. 70.)
Tuttavia, il relativo benessere non priva la comunità di frizioni sociali e politiche. Nel 1790 e nel 1792 si registrano dei tumulti popolari per il controllo dell'amministrazione locale: anche a Maratea si è formata una classe di cittadini che non condivide le politiche assolutistiche del governo borbonico e dei suoi esponenti locali.
Nel 1799 Maratea è coinvolta nei moti che portano alla costituzione della Repubblica Napoletana. L'11 febbraio dello stesso anno i cittadini Biase Ginnari, Pietro Maria Aloise e Gaetano Siciliani recingono a colpi d'ascia l'albero della libertà innalzato dai repubblicani capeggiati da don Giuseppe d'Alitti, Gennaro Rascio, Angelo d'Albi e il frate Giambattista Basile. Durante il breve governo repubblicano, il comune, ancora diviso in Moratice sopra e Moratice sotto, rientrò nell'ordinamento amministrativo del dipartimento del Crati e, a livello più strettamente locale, del cantone di Lauria.
Il successivo 3 marzo Maratea viene occupata da un reparto di sanfedisti capeggiato da Oronzo Mariociello, che chiude l'esperienza repubblicana del paese.

### Assedio napoleonico e decennio francese

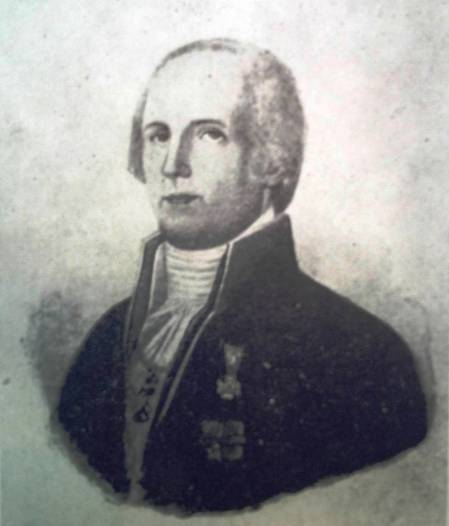
Il colonnello Alessandro Mandarini.

Nell'agosto del 1806 l'esercito francese inizia l'invasione del Regno di Napoli.
Dopo l'insurrezione calabrese, la vicina cittadina di Lauria, ribellatasi ai francesi, viene messa a ferro e a fuoco.
Nominato governatore di Maratea, Alessandro Mandarini, riceve ordine da re Ferdinando IV di Borbone di organizzare una resistenza contro l'avanzata dei francesi. Dopo aver riunito 600 irregolari armati, rimane a difesa del Castello, e per diversi giorni riesce a resistere all'assedio condotto da parte del generale Jean Maximilien Lamarque, al comando di 4.500 uomini.
Costretto infine ad accettare una onorevole capitolazione, Mandarini il 10 dicembre consegna la fortezza, capendo che in caso di sconfitta le truppe napoleoniche avrebbero distrutto l'intera città e fatto strage della popolazione.
I francesi, accettate le condizioni di Mandarini di non nuocere alla popolazione, demoliscono parte delle mura e i torrioni del Castello, per evitare nuove insurrezioni.
Questo evento accelera lo spopolamento dell'antico nucleo di Maratea, la cui municipalità viene soppressa nel 1808, per essere accorpata a quella di Maratea inferiore, dopo quasi trecento anni di doppia municipalità sul territorio.
Grazie alle leggi eversive della feudalità il territorio di Maratea si espande verso sud accorpando quello, all'epoca disabitato, di Castrocucco.
Ancora nel 1808, a causa delle leggi di liquidazione dell'asse ecclesistico promulgate da Gioacchino Murat, vengono soppressi i conventi dei Paolotti e dei Minori Osservanti.

### Ottocento borbonico

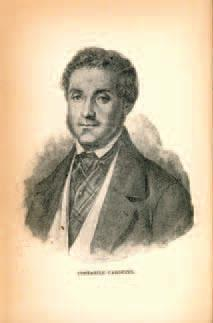
Costabile Carducci, patriota capaccese ucciso ad Acquafredda nel 1848.

Anche nella prima parte del XIX secolo, e dopo la Restaurazione, perdura la condizione di discreto benessere della cittadina, che è per breve periodo a capo di un circondario regionale.
Maratea produce ed esporta lino, cotone e lana, conta ancora diversi mulini, e può vantare ottimi calderai che lavorano il rame spingendosi nel resto d'Italia e in Europa.
Apertasi la stagione delle vendite carbonare, si consuma il 19 luglio 1820 quella organizzata dal cittadino Nicola Ginnari, capo della carboneria locale, in cui alla presenza della parroco Giuseppe D'Alitti, si giura fedeltà alla Costituzione Nazionale.
Maratea rimane però estranea ai successivi moti rivoluzionari del Cilento, sebbene sia costretta ad assistere alla ingiustificata fucilazione del frate cappuccino Carlo da Celle, giustiziato di fronte al suo convento dalla milizia borbonica il 12 agosto 1828, perché sospettato di essere un cospiratore.
Moltissimi sono i cittadini di Maratea iscritti nei registri del «rei di stato» per i moti rivoluzionari del 1848, ma i liberali marateoti vedono naufragare le loro aspirazioni sulla spiaggia di Acquafredda, dove il 4 luglio dello stesso anno il patriota Costabile Carducci viene catturato da alcuni sicari borbonici. La notte seguente Carducci viene portato in catene sui monti sopra la frazione e lì assassinato a tradimento con un colpo di pistola in testa.
Nel terremoto del 16 dicembre 1857 la città conta una sola vittima, mentre sono danneggiate molte abitazioni e la Chiesa Madre di Santa Maria Maggiore.

## Età contemporanea

### Risorgimento italiano
Nel 1860 anche a Maratea si costituisce un comitato insurrezionale per l'azione lucana per l'unità d'Italia, organizzato, tra gli altri, dal cittadino Raffaele Ginnari.
Il 3 settembre dello stesso anno Garibaldi attraversa in barca la costa della cittadina, diretto a Sapri, dopo aver sostato, ospite dei baroni Labanchi, nel Palazzo Baronale alla Secca di Castroucco. Nella battaglia del Volturno perde la vita il cittadino marateota Carlo Mazzei.
A seguito delle leggi di eversione dell'asse ecclesiastico del 1866 il convento dei Cappuccini viene soppresso. Resta funzionante il convento delle ex Salesiane, che nel 1869 diventa un istituto educativo femminile con il nome di Istituto De Pino.
Al contrario del resto della regione, Maratea non viene mai coinvolta nel fenomeno del brigantaggio. Nella cittadina non è ricordata alcuna rivolta, probabilmente a causa dell'adozione di un moderno sistema di distribuzione delle terre, frammentario e completamente privo di latifondi.
Nel Regno d'Italia l'economia di Maratea è molto diversa dal resto della Basilicata, che per lo più vive nella miseria. La cittadina sopravvive dignitosamente, e anzi può vantare una Società Operaia di Mutuo Soccorso, fondata il 21 agosto 1881, nonché pochi ma significativi commerci marittimi.
A partire dall'anno scolastico 1889/1890 inizia a funzionare la scuola elementare con obbligo di frequenza.
Il 30 luglio 1894 per la prima volta il treno attraversa il territorio di Maratea.

### Primo Novecento
All'inizio del XX secolo anche i cittadini di Maratea sono costretti a sostenersi grazie all'emigrazione. Principali mete per i marateoti sono il Venezuela, la Colombia, il Brasile e gli Stati Uniti d'America.
Mantenuta con le rimesse degli esuli, nel 1902 Maratea si dota del primo fontanino pubblico in paese; poi, nel 1921, del primo impianto elettrico pubblico; e nel 1929 viene aperta al traffico la SS 18 che attraversa la costa.
Sono 52 i soldati marateoti a non far mai più ritorno in patria dopo la prima guerra mondiale.
Nel 1918 Francesco Saverio Nitti acquista un terreno ad Acquafredda di Maratea e fa costruire una villa sul mare per sé e la sua famiglia. A Villa Nitti lo statista vive il dramma dell'ascesa al potere del fascismo e scrive la sua trilogia sull'Europa.
Durante la seconda guerra mondiale, la sera del 15 agosto 1943 Maratea viene bombardata da un aereo britannico con 17 bombe. Queste colpiscono prevalentemente la valle, e non ci sono feriti. L'8 settembre dello stesso anno Maratea viene occupata dagli Alleati.

### Il Dopoguerra
Gìà negli anni tra le due guerre mondiali Maratea è annoverata tra le «stazioni balneari» d'Italia. Nel 1927 è documentata la presenza di numerosi affittacamere, localizzati per lo più tra il Porto e Fiumicello-Santavenere. Ma è nel Dopoguerra che le bellezze di Maratea acquistano grande visibilità su campo nazionale. Nel 1953 l'industriale biellese Oreste Rivetti installa uno stabilimento tessile e un'azienda agricola usufruendo dei fondi della Cassa per il Mezzogiorno. 

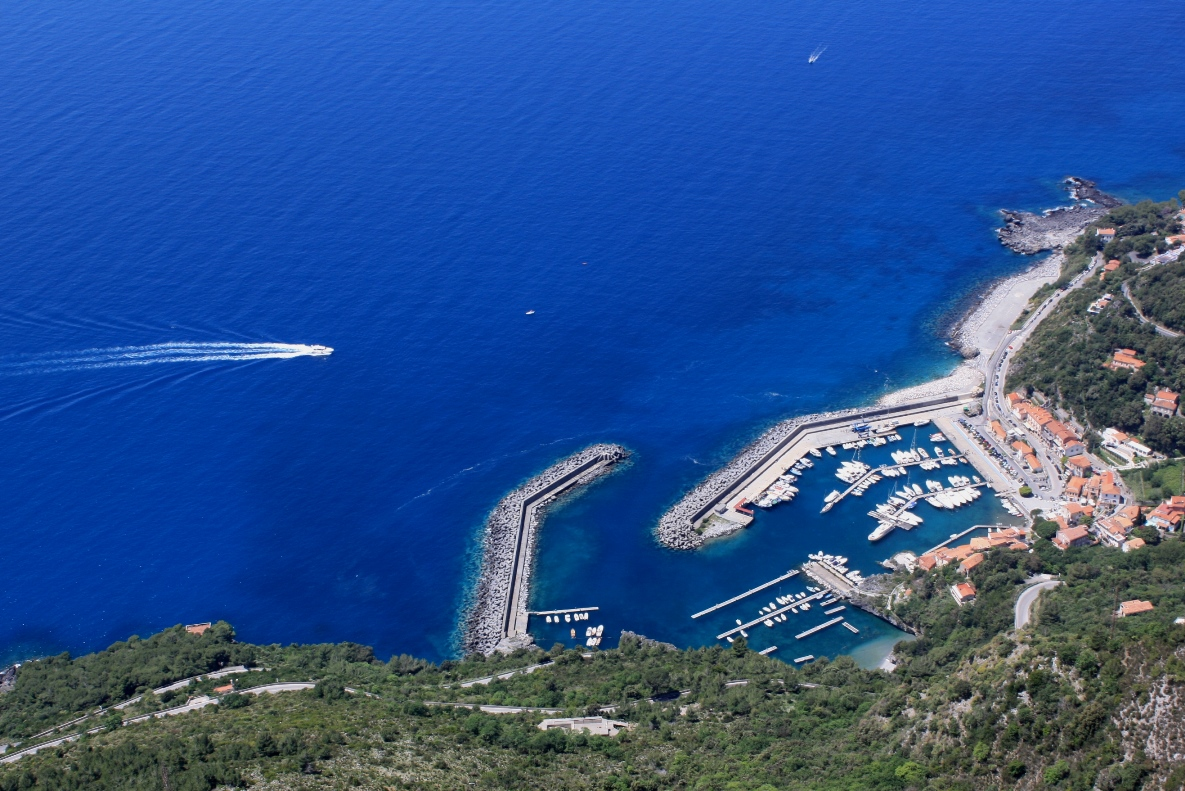
Il porto di Maratea.

Con il figlio Stefano costruisce poi un hotel di lusso che avvia una più vivace attività turistica. In questo periodo si sviluppa anche il villaggio di Fiumicello-Santavenere, che si unisce a Marina, Brefaro e Castrocucco, formatisi nel secolo precedente.
Nel 1962 viene completato il porto turistico. 
 Nello stesso anno viene istituita la locale Azienda Autonoma di Soggiorno e Turismo, ente abolito nel 1983 e sostituito con un ufficio distaccato dell'Azienda di promozione turistica di Basilicata.
Nel 1965 Stefano Rivetti dona alla popolazione di Maratea, con cui aveva un rapporto non sempre felice, una colossale statua del Cristo Redentore, scolpita dallo scultore Bruno Innocenti. Ma tra il 1967 e il 1973 le industrie di Rivetti vanno in bancarotta, e da allora l'economia di Maratea si imposta principalmente sul turismo.
In campo amministrativo, dal dopoguerra alla crisi della Prima Repubblica l'amministrazione comunale è sempre stata nelle mani della Democrazia Cristiana. In particolare, al sindaco Biagio Vitolo, in carica dal 1952 al 1961 e a cui oggi è dedicata una delle piazze del centro storico, è legata una energica azione per dotare il paese di servizi essenziali (fognature, acquedotto, edifici scolastici).
Nel 1964 entra in funzione una casa di riposo intitolata a "Maria Consolatrice".
Dopo una parentesi, tra il 1964 e il 1969, in cui si impose una lista civica, la D.C. torna con nuove giovani figure, tra cui spicca quella di Fernando Sisinni, sindaco dal 1975 al 1986, il cui nome è legato a varie iniziative di sviluppo in campo turistico e di servizi e a una lunga serie di piani progettuali.
Nel 1970 apre il locale liceo scientifico, nel 1974 l'istituto alberghiero.
Nel 1975 viene aperto il locale centro culturale e relativa biblioteca.
Rimasta pressoché illesa dal terremoto catastrofico del 1980, il 21 marzo 1982 Maratea è colpita da un violento terremoto, che danneggia molte abitazioni e alcune chiese, poi restaurate. Il 12 gennaio 1987 il porto viene quasi completamente distrutto da una eccezionale mareggiata.
Altro evento traumatico è il terremoto del 9 settembre 1998, quando un giovane automobilista perde la vita proprio nel tratto della SS 18 che attraversa la costa di Maratea.

### Duemila
A partire dal 2001 i reparti di ginecologia, pediatria e ortopedia del locale ospedale vengono chiusi e incorporati al vicino ospedale di Lagonegro, in linea con il progetto di costituire lì l'ospedale unico di zona e trasformare l'ospedale di Maratea in un polo multispecialistico per la riabilitazione dai traumi motori da parte dell'INAIL. Tale progetto viene prima contestato da una fetta importante di popolazione e, in parte, dall'amministrazione comunale scaturita dalle elezioni di quell'anno. Successivamente, il progetto è stato rivalutato e sostenuto sebbene non ancora attuato. Dopo consistenti lavori di ristrutturazione dell'edificio, dal 2017 il plesso ospita una nuova residenza sanitaria assistita. In seguito alla epidemia di Malattia da Coronavirus in Italia, per i mesi estivi del 2020 il plesso ospedaliero di Maratea è stato scelto per ospitare una struttura dedicata.
Nel 2003 l'offerta formativa del paese si arricchisce con l'apertura di un liceo artistico, a cui segue, nel 2011, quella di un istituto tecnico nautico.
Nel 2010 la cittadina si arrichisce di una web radio, la prima emittente di questo genere in Basilicata, e di una propria pro-loco.
Nel 2013 Maratea è scelta dalla Conferenza Episcopale Italiana per ospitare uno dei raduni nazionali collegati alla Giornata Mondiale della Gioventù di Rio de Janeiro. Nelle giornate del 27 e 28 luglio la cittadina ha ospitato il pellegrinaggio di 3.000 giovani organizzati più altri 1.500 giunti autonomamente.
Il 31 dicembre 2017 Maratea ha ospitato la quindicesima edizione de L'anno che verrà, il programma tv con concerto di Capodanno trasmesso dalla Rai in eurovisione.
Dal 10 giugno 2018 Maratea è collegata (sebbene nel solo periodo estivo) alla rete ferroviaria ad alta velocità da due corse settimanali di Frecciargento. Dal 16 giugno 2020 le corse di Frecciargento diventano giornaliere e allungate fino all'autunno, dal 24 giugno dello stesso anno a queste si affianca anche una corsa giornaliera di Frecciarossa per tutto l'anno.
Nei giorni 23, 24 e 25 aprile 2019 Maratea ha condiviso con Matera il titolo di Capitale europea della Cultura. Nel 2023 Maratea si è candidata quale Capitale italiana della cultura per il 2026: è stata quindi selezionata tra le dieci finaliste prima della definitiva assegnazione del titolo a L'Aquila.
Sempre nel 2023 Maratea è stata inserita tra i Borghi più belli d'Italia.